# 梅多 (德国)
梅多（德語：Medow，德語發音：[ˈmeːdoː]）是德国梅克伦堡-前波美拉尼亚州的市镇，隶属于前波美拉尼亚-格赖夫斯瓦尔德县。总面积为28.92平方千米，截至2023年12月31日总人口为504人。